# La moglie del presidente
La moglie del presidente (Bernadette) è un film del 2023 diretto da Léa Domenach, al suo esordio alla regia.
Il film racconta la vita della première dame Bernadette Chirac durante i due mandati presidenziali del marito Jacques Chirac dal 1995 al 2017.

## Produzione
Nell'aprile 2022 è stato annunciato che Catherine Deneuve avrebbe interpretato Bernadette Chirac in un film intitolato La Tortue.
Le riprese sono iniziate a Reims il 25 aprile 2022 e sono terminate il 27 giugno successivo.

## Distribuzione
Il film è stato presentato in anteprima mondiale al Festival du film français d'Helvétie il 17 settembre 2023, prima di essere distribuito nelle sale francesi e belghe il 17 settembre seguente. Il film è arrivato nelle sale italiane il 24 aprile 2024.

## Riconoscimenti
- 2024 - Premio César[4]
  - Candidatura per la migliore opera prima
- 2024 - Premio Lumière[5]
  - Candidatura per la miglior attrice a Catherine Deneuve
  - Candidatura per la migliore opera prima